# Manuel Vázquez (historietista)

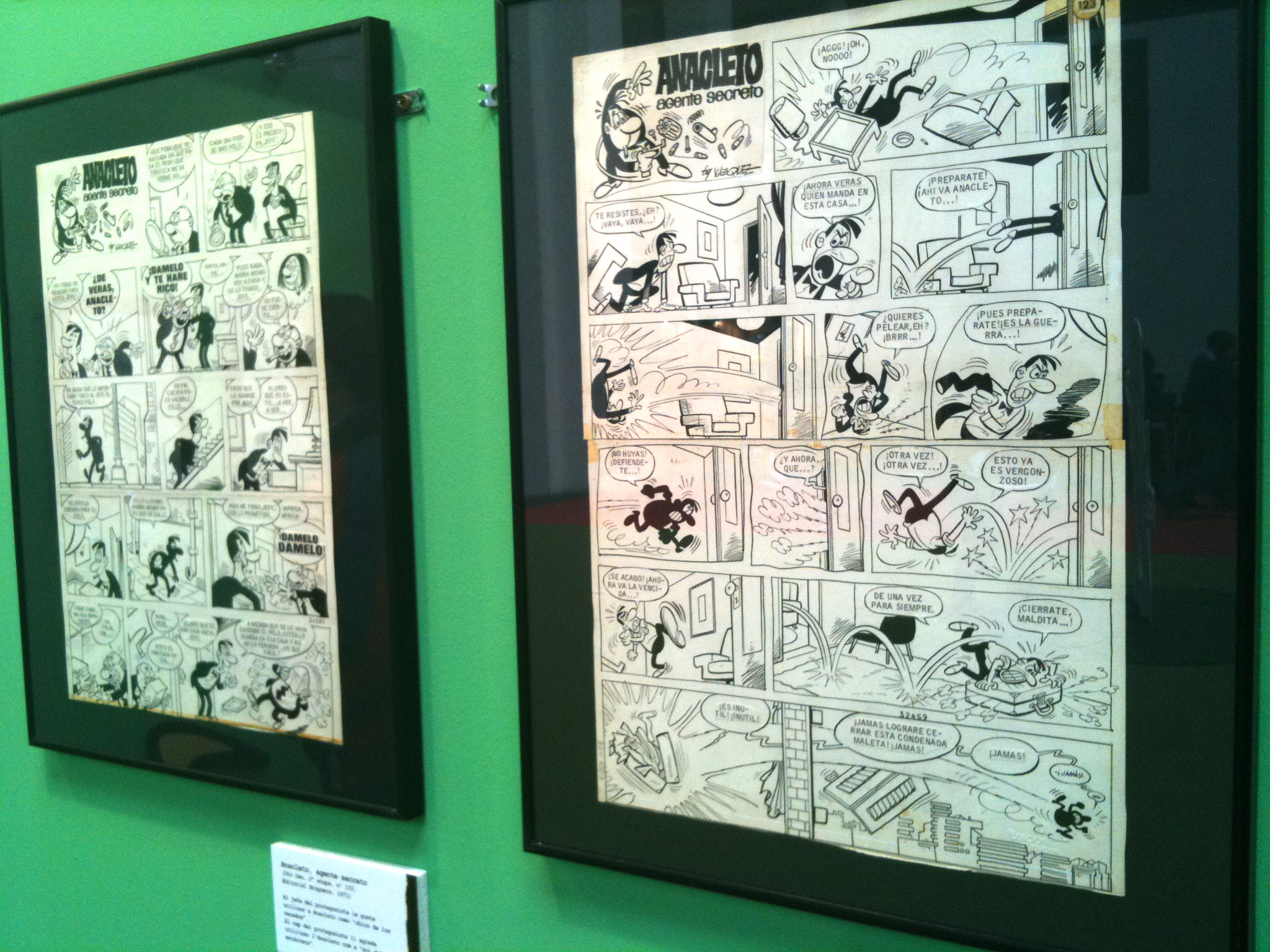
Exposición de Anacleto, agente secreto, obra de Manuel Vázquez

Manuel Vázquez Gallego (Madrid, 24 de enero de 1930 - Barcelona, 21 de octubre de 1995) fue un historietista cómico español perteneciente a la primera o segunda generación de la Escuela Bruguera, sin que haya un consenso total entre los especialistas sobre su adscripción. Sus series más famosas son Las hermanas Gilda (1949), La familia Cebolleta (1951), Anacleto, agente secreto (1965), y Los cuentos del Tío Vázquez (1968). Fue uno de los autores más influyentes del mercado español, junto con Francisco Ibáñez.

## Biografía
La vida de Vázquez está envuelta en una leyenda que él mismo y sus conocidos contribuyeron a forjar. No en vano, creó la serie Los cuentos del Tío Vázquez, donde presentaba una visión exagerada de sí mismo.
Vázquez tampoco se tomaba en serio las entrevistas, y afirmaba por ejemplo que sus abuelos habían sido sastres de la Casa Real, aunque al parecer estos eran realmente los antecedentes familiares de su mujer Aurora y no de él.
Vázquez afirmó también que se casó en siete ocasiones. La primera de ellas —y probablemente única— fue con Aurora Medrano; vivió con ella tres años en un hotel en Barcelona e intentó recuperar la relación en sus últimos años de vida. Con esta mujer tuvo 3 hijos, y con Caty, con la que vivió 11 años, tuvo sus últimos hijos: Vicky y Manolito. El menor de ellos, Manolito, trabaja en el mundo de la historieta como rotulista en Ediciones Glènat.
Afirmaba que estuvo tres veces en la cárcel, una de ellas por bigamia, aunque por poco tiempo (la condena más alta fue de seis meses). El crítico Antoni Guiral afirma, sin embargo, que no existen datos sobre la posibilidad de que haya sido encarcelado.
Pasan a examinarse, por lo tanto, los datos realmente probados y que mayormente se refieren a su desempeño artístico:

### Infancia (1930-1947)
Se sabe, por haberse hallado su partida de nacimiento, que Manuel Vázquez Gallego nació el 24 de enero de 1930 como resultado de la unión del madrileño Manuel Vázquez Yebra, de veintiséis años, y de la brasileña Carmen Gallego González. La profesión de su progenitor se desconoce fehacientemente, dándose por buena la información de que pudo ser un modesto trabajador ferroviario, sobre la base de las propias declaraciones del autor. No se ha desmentido tampoco que en su niñez se codeara con los humoristas Wenceslao Fernández Flórez y Enrique Jardiel Poncela, que habrían sido amigos de la familia; este último pudo imprimir en Vázquez su amor por el absurdo.
Lo cierto es que Vázquez vivió en Madrid con su padre y su abuela. En 1942 había publicado su primer dibujo en la revista El automovilismo en España. Estudió para ser aparejador y delineante por imposición de su padre, quien le decía que ser historietista no tenía salida.

### Inicios profesionales (1946-1956)
Vázquez inició su carrera con el cuaderno Macana en el Oeste, publicado por Hispano Americana de Ediciones en 1946, y al año siguiente ya estaba trabajando en la revista Flechas y Pelayos, donde publicó su primera serie, Mr. Lucky.
Entre finales de 1947 y principios de 1948, Vázquez viajó a Barcelona, donde fue contratado por Editorial Bruguera, para cuya revista Pulgarcito experimentaba con diversos personajes (Mofeta, Jimmy Pintamonas, Gildo, Heliodoro Hipotenuso, Servulio Argamasa, Spoleta, Mr. Lucky, Septimio Canalete, Loli, Anacleto Pandehigo, Nicomedes Nibebedes, Fierrito, el Gaucho y Don Venancio), además de producir series tan originales como La Mansión de los Espectros y El caserón diabólico. Pronto se le pidió que se trasladase a vivir a Barcelona.
En 1949, Vázquez creó por fin su primera serie de éxito, Las hermanas Gilda, al mismo tiempo que empezaba a colaborar con otras editoriales:
- Hispano Americana de Ediciones, con siete cuadernillos entre 1949 y 1950 para la colección Humor de Bolsillo.
- Publicaciones Ibero-Americanas, con el cuaderno La fuga de "El Caimán" (1949).
- Ediciones Cliper, con los personajes Juan Pérez y El Pequeño Sultán para la revista Nicolas en 1951.

También creó otras series en 1951 para un remozado Pulgarcito (Don Binomio e Hijo, S.L.) y para El DDT, fundado ese año (Azufrito, Currito Farola, er Niño e la Bola y La Familia Cebolleta). Esta última se convirtió en la segunda serie de éxito del autor, mientras que hubo de crear a "Ángel Siseñor" en 1953 para ocupar el espacio de Azufrito. En 1955 se casó con Aurora Medrano con quien tendría tres hijos: Aurora, Carlos y Esperanza, nacidos en 1958, 1959 y 1963, respectivamente.

### El paso a primer plano (1957-1963)
Vázquez, igual que Jorge o Nadal, no participó en la aventura autogestionaria de Tío Vivo, sino que permaneció en Bruguera, creando nuevos personajes para Pulgarcito (Don Isótopo, 1957) y ocupando poco a poco el puesto de portadista "oficial" que Cifré y Peñarroya, con su marcha, habían dejado vacante. Entre 1958 y 1960 aportó también nuevas series a las revistas que Bruguera lanzó para competir con Tío Vivo: La Historia ésa, vista por Hollywood y La Osa Mayor, agencia teatral, para Can Can; La familia Gambérrez para Ven y Ven y La familia Churumbel para El Campeón de las Historietas. Cuando finalmente Cifré, Conti, Escobar, Giner y Peñarroya regresaron a Bruguera, se adivinaba ya que Vázquez (y también Ibáñez) acabarían siendo las nuevas estrellas de la editorial.
Entre 1961 y 1963, sin embargo, otros autores, como Gustavo Martz Schmidt y Blas Sanchís, empezaron a encargarse de sus series y la misma Bruguera lo denunció en abril de 1963 por robo y falsificación de recibos. Ese mismo año, al poco de nacer su hija Esperanza, Vázquez abandonó el hogar familiar, no volviendo a ver a esta hija suya hasta 24 años después.

### Madurez (1964-1978)
Mediada la nueva década, Vázquez creó Angelito (1964) y la tercera de sus series de mayor éxito, la paródica Anacleto, agente secreto (1965). Tres años después, vieron la luz La Banda del Barón, asuntos de precisión, Ali-Oli, vendedor oriental y las más famosas Los casos del Inspector O'Jal y sobre todo Los cuentos del Tío Vázquez, donde unió la tradición del pícaro con la modernidad de la autobiografía.
Para el lanzamiento de Gran Pulgarcito en 1969, creó Feliciano, Don Polillo y La abuelita Paz.
De su relación con Caty Ramos, con quien convivió 14 años de su vida, nació en 1973 su hija Vicky Vázquez y en 1976 su hijo Manolito.

### Segunda juventud (1978-1986)
Vázquez, a veces con el seudónimo de "Sappo", comenzó a trabajar para semanarios adultos como la nueva Can Can (1978), El Papus (1978), Demasssié (1980), Hara Kiri (1980), El Cuervo (1981) y El Puro (1982), con un material de contenido predominantemente erótico.
Con Bruguera en suspensión de pagos en 1982, Vázquez buscó nuevos medios donde publicar, como la revista JAuJA («Vámonos al bingo», «Los casos de Ana y Cleto») y El Pequeño País («Así es mi vida»). Colaboró también en los tebeos Garibolo, Bichos, Mortadelo y Super Mortadelo, estos dos últimos de Ediciones B, la cual se había hecho con los derechos de la fenecida Bruguera.

### Últimos años (1986-1995)
En 1990 fue galardonado por el conjunto de su obra en el Salón del Cómic de Barcelona, y empezó a dibujar para Makoki (Historias verdes, Sábado, sabadete).
En junio de 1991 se estrenó en la sala Olimpia de Madrid Operación Ópera, espectáculo teatral montado por Ignacio García May y Juan Antonio Vizcaíno. La obra tiene como protagonistas a Aniceto (Anacleto) y las hermanas Morgan (Las hermanas Gilda). Vázquez hizo unos excelentes decorados y ese mismo año realizó tiras de actualidad para El Observador.
En 1993, Vázquez hubo de volver a El Pequeño País (Jurasy, Mónica) y probó con la nueva revista "Viñetas", donde serializó Las inefables aventuras de Vázquez, Agente del Fisco. Un año después Glénat España empezó a compilar gran parte de su obra última en álbumes monográficos en blanco y negro.
Manuel Vázquez falleció en Barcelona en 1995, a los 65 años, por una embolia cerebral debido a su crisis diabética.

## Carácter
Vázquez fue siempre irreverente, marginal, bohemio e ideológicamente anarquista. Su falta de disciplina le privó de lograr un mayor reconocimiento popular.  Siempre atravesó problemas económicos, de los que salía con un descomunal talento para el sablazo y un ingenio fuera de lo común, y de lo que siempre se sintió orgulloso.

## Estilo
Las obras de Vázquez se caracterizan por presentar una "extrema movilidad de acción conseguida con la mayor sencillez de trazo". Además, tanto estas como las de Ibáñez, están construidas mediante una sucesión continua de gags desde el principio hasta el final de la historia, lo que los diferenciaba de otros autores de su generación, que buscaban sólo la consecución de un chiste final.
La reducción al absurdo se logra fundamentalmente con las imágenes, más que con los diálogos, como también ocurría en la obra de Gustavo Martz Schmidt.
Aparte de estas líneas generales, pasó por varios períodos estilísticos:
- Aprendió la técnica de la historieta de tiras de prensa estadounidenses, como Educando a papá de George McManus.[6]
- Al principio de su carrera, estuvo muy influenciado por los dibujos animados[6] y el clasicismo de Guillermo Cifré.[23]

## Temas
Uno de sus motivos más recurrentes es el bosque.

## Valoración
Jesús Cuadrado, por su parte, lo señala como ejemplo de los autores cómicos de los 50, junto a Cifré y Ripoll G., destacando su causticidad, capacidad de sufrimiento, ingenio, amor al medio y cultura.
Reconocido como un maestro de la historieta de humor española y autor de una obra «intensa, original, lúcida e intemporal»

## Premios y homenajes póstumos
En 1996 el equipo de Ediciones Veleta consiguió que el Ayuntamiento de Granada le dedicara una calle de la ciudad a dicho dibujante. Al acto acudió su hijo, al que se le dio una copia de la placa.[cita requerida] En 2010 se le homenajeó en el Salón Internacional del Cómic de Barcelona con motivo de que se cumplieron los quince años de su fallecimiento. En Rivas-Vaciamadrid existe una calle con el nombre de uno de sus personajes, Anacleto, agente secreto.
El estreno de la película de 2010 significó un punto de inflexión en el estudio de su vida y obra.

## El cine y la fotonovela
Vázquez era amigo del director de cine Jesús Franco y, según el cineasta, aparece como actor en dos de sus películas. Una de ellas es Gritos en la noche (1962), en donde interpretó a un dibujante que hacía un retrato robot del asesino. Franco también le dedicó su película Mari Cookie y la tarántula asesina (1998), y durante años barajó el proyecto de hacer una adaptación de Las hermanas Gilda al cine. 
En 1978 aparece en la película de animación para adultos Historias de amor y masacre presentando uno de los cortos, en parodia de Walt Disney. También ese año empieza a figurar como actor en las portadas y fotonovelas de la revista El Papus, hasta el punto de convertirse hacia 1980 en el protagonista principal de las papunovelas.
En 1982, Jordi Amorós adaptó a la gran pantalla al personaje Angelito en el cortometraje Gugú.
Otro director, Óscar Aibar, con quien trabajó en la revista Makoki, estrenó el 24 de septiembre de 2010 una película sobre la vida de Vázquez titulada El gran Vázquez e interpretada por Santiago Segura. La cinta fue seleccionada para el festival de cine de San Sebastián.

## Obra
| Años | Título                                                   | Tipo                | Publicación                                                                |
| ---- | -------------------------------------------------------- | ------------------- | -------------------------------------------------------------------------- |
| 1946 | Macana en el Oeste                                       | Monografía          | Ed. Hispano Americana, Col. "Infantil de las Grandes Aventuras", Barcelona |
| 1948 | Mofeta                                                   | Serie               | "Pulgarcito" núm. 29                                                       |
| 1948 | Jimmy Pintamonas                                         | Serie               | "Pulgarcito" núm. 34                                                       |
| 1948 | Servulio Argamasa                                        | Serie               | "Pulgarcito" núm. 37                                                       |
| 1948 | Gildo                                                    | Serie               | "Pulgarcito" núm. 38                                                       |
| 1948 | Loli                                                     | Serie               | "Pulgarcito" núm. 38                                                       |
| 1948 | Mansión de los Espectros, La                             | Serie               | "Pulgarcito" núm. 39                                                       |
| 1948 | Heliodoro Hipotenuso                                     | Serie               | "Pulgarcito" núm. 40                                                       |
| 1948 | Caserón diabólico, El                                    | Serie               | "Pulgarcito" núm. 44                                                       |
| 1948 | Anacleto Pandehigo                                       | Serie               | "Pulgarcito" núm. 51                                                       |
| 1948 | Nicomedes Nibebedes                                      | Serie               | "Pulgarcito" núm. 51                                                       |
| 1948 | Fierrito, el Gaucho                                      | Serie               | "Pulgarcito" núm. 54                                                       |
| 1948 | Spoleta                                                  | Serie               | "Pulgarcito" núm. 58                                                       |
| 1948 | Mr. Lucky                                                | Serie               | "Pulgarcito" núm. 58                                                       |
| 1948 | Septimio Canalete                                        | Serie               | "Pulgarcito" núm. 63                                                       |
| 1948 | Don Venancio                                             | Serie               | "Pulgarcito" núm. 77.                                                      |
| 1949 | Hermanas Gilda, Las                                      | Serie               | "Pulgarcito"                                                               |
| 1949 | Fuga de El Caimán, La                                    | Monografía          | Ibero-Americanas, "Cuento de Hadas"                                        |
| 1949 | Hermanas Gilda                                           | Monografía          | Bruguera, "Magos del Lápiz" (al menos dos entregas), Barcelona             |
| 1950 | En serio y en broma, junto a otros autores               | Serie               | "Super Pulgarcito"                                                         |
| 1950 | Hermanas Gilda, Las: El tesoro maldito                   | Monografía          | Bruguera, "Magos de la Risa", n.º 5                                        |
| 1950 | Heliodoro: ¡Detective genial!                            | Monografía          | Bruguera, "Magos de la Risa", n.º 14                                       |
| 1950 | Hermanas Gilda, Las: El tesoro de Buda                   | Monografía          | Bruguera, "Magos de la Risa, n.º 14                                        |
| 1950 | Samba: El fantasma pequeñito y el enmascarado misterioso | Monografía          | Hispano Americana, "Humor de Bolsillo", n.º 2                              |
| 1950 | ¡Ahí va ese loco!                                        | Monografía          | Hispano Americana, "Humor de Bolsillo", n.º 6                              |
| 1950 | Cápsula Bill, aventurero del Oeste                       | Monografía          | Hispano Americana, "Humor de Bolsillo", n.º 9                              |
| 1950 | Tesoro de los Pies Zambos, El                            | Monografía          | Hispano Americana, "Humor de Bolsillo", n.º 10                             |
| 1950 | Cabaña del Tío Joe, La                                   | Monografía          | Hispano Americana, "Humor de Bolsillo", n.º 12                             |
| 1950 | Pepe Almendruco y el Pueblo Fantasma                     | Monografía          | Hispano Americana, "Humor de Bolsillo", n.º 15                             |
| 1950 | Mago de la Coz, El                                       | Monografía          | Hispano Americana, "Humor de Bolsillo", n.º 18                             |
| 1951 | Azufrito                                                 | Serie               | "El DDT"                                                                   |
| 1951 | Juan Pérez                                               | Serie               | "Nicolás"                                                                  |
| 1951 | Chistes para enclenques                                  | Serie junto a otros | "El DDT"                                                                   |
| 1951 | Siluetas sin palabras                                    | Serie               | "El DDT"                                                                   |
| 1951 | Pequeño Sultán, El                                       | Serie               | "Nicolás"                                                                  |
| 1951 | Currito Farola, er Niño e la Bola                        | Serie               | "El DDT"                                                                   |
| 1951 | La Familia Cebolleta                                     | Serie               | "El DDT"                                                                   |
| 1951 | Heliodoro: Un lunes en Marte                             | Monografía          | Bruguera, "Magos de la Risa", n.º 19                                       |
| 1952 | Don Binomio e Hijo, S.L.                                 | Serie               | "Pulgarcito"                                                               |
| 1953 | Ángel Síseñor                                            | Serie               | "El DDT"                                                                   |
| 1957 | Don Isótopo                                              | Serie               | "Pulgarcito"                                                               |
| 1957 | Vidas ejemplares                                         | Serie               | "El DDT"                                                                   |
| 1957 | Hermanos Marabunto                                       | Serie               | "Selecciones de Humor de El DDT", "Tío Vivo"                               |
| 1958 | Historia ésa vista por Hollywood, La                     | Serie               | "Can Can"                                                                  |
| 1958 | Osa Mayor, agencia teatral, La                           | Serie               | "Can Can"                                                                  |
| 1959 | Familia Gambérrez, La                                    | Serie               | "Ven y Ven"                                                                |
| 1959 | Casa de locos                                            | Serie               | "Suplemento de Historietas de El DDT"                                      |
| 1959 | Burbujas en 3-D                                          | Serie               | "Can Can"                                                                  |
| 1960 | Familia Churumbel, La                                    | Serie               | "El Campeón de las Historietas"                                            |
| 1962 | Kitin Nogueroles                                         | Serie               | "Tío Vivo"                                                                 |
| 1964 | Angelito                                                 | Serie               | "Tío Vivo"                                                                 |
| 1965 | Anacleto, agente secreto                                 | Serie               | "Pulgarcito"                                                               |
| 1968 | Banda del Barón, asuntos de precisión, La                | Serie               | "Bravo"                                                                    |
| 1968 | Ali-Oli, vendedor oriental                               | Serie               | "Tío Vivo"                                                                 |
| 1968 | Casos del Inspector O'Jal, Los                           | Serie               | "DDT"                                                                      |
| 1968 | Cuentos del Tío Vázquez, Los                             | Serie               | "Din Dan"                                                                  |
| 1969 | Feliciano                                                | Serie               | "Gran Pulgarcito"                                                          |
| 1969 | Don Polillo                                              | Serie               | "Gran Pulgarcito"                                                          |
| 1969 | Abuelita Paz, La                                         | Serie               | "Gran Pulgarcito"                                                          |
| 1970 | Rufufú                                                   | Serie               | "Gran Pulgarcito"                                                          |
| 1978 | Don Cornelio Ladilla y su señora María                   | Serie               | "El Papus"                                                                 |
| 1978 | Noches locas de Mimí, Las                                | Serie               | "Can Can"                                                                  |
| 1978 | Mi calle                                                 | Serie               | "Can Can"                                                                  |
| 1978 | Robín y Sonia                                            | Serie               | "Can Can"                                                                  |
| 1979 | Saga del macho hispánico, La                             | Serie               | "Hara-Kiri"                                                                |
| 1982 | Vámonos al bingo                                         | Serie               | "JAuJA"                                                                    |
| 1982 | Casos de Ana y Cleto, Los                                | Serie               | "JAuJA"                                                                    |
| 1982 | Yo, dibujante al por mayor                               | Serie               | "JAuJA"                                                                    |
| 1982 | Así es mi vida                                           | Serie               | "El Pequeño País"                                                          |
| 1986 | Tita y Nic                                               | Serie               | "Garibolo"                                                                 |
| 1986 | Manolo                                                   | Serie               | "Bichos"                                                                   |
| 1988 | Rollo del día, El                                        | Serie               | "TBO"                                                                      |
| 1990 | Sábado, sabadete...                                      | Serie               | "Makoki"                                                                   |
| 1991 | Mujeres o diosas                                         | Serie               | "Makoki"                                                                   |
| 1993 | Jurasy                                                   | Serie               | "El Pequeño País"                                                          |
| 1994 | Inefables aventuras de Vázquez, agente del fisco, Las    | Serie               | "Viñetas"                                                                  |
| 1994 | Mónica                                                   | Serie               | "El Pequeño País".                                                         |
| 1964 | Arturito, el marcianito                                  | Serie               | "Tío Vivo 2ª época, n.º 183                                                |

### Recopilatorios
- 1971 Anacleto, Agente Secreto, Bruguera, "Alegres Historietas", n.º 7.
- 1971 Anacleto: El malvado Vázquez, Bruguera, "Alegres Historietas", n.º 9.
- 1971 Anacleto: Misión imposible, Bruguera, "Alegres Historietas", n.º 13.
- 1971 La Familia Cebolleta: ¡Problemas por doquier!, Bruguera, "Olé!", n.º 4.
- 1971 Las Hermanas Gilda y sus locuelas peripecias, Bruguera, "Olé!", n.º 9.
- 1971 Anacleto, Bruguera, "Olé!", n.º 12.
- 1971 Los cuentos de Tío Vázquez, Bruguera, "Olé!", n.º 25.
- 1971 Las Hermanas Gilda: Majoretes del humor, Bruguera, "Olé!", n.º 33.
- 1971 Anacleto: Los encarguitos del jefe, Bruguera, "Olé!", n.º41.
- 1972 Anacleto ¡nunca falla!, Bruguera, "Olé", n.º 49.
- 1972 Los misteriosos casos de Anacleto, Bruguera, "Alegres Historietas", n.º17.
- 1972 Las Hermanas Gilda: Herme, la juguetona, Bruguera, "Olé!", n.º 52.
- 1972 Angelito: Un encanto de criatura, Bruguera, "Olé!", n.º 54.
- 1972 Anacleto en La sábana encantada, Bruguera, "Olé!", Mini Infancia", n.º 40/157.
- 1972 La Familia Cebolleta; Los apuros de Don Rosendo, Bruguera, "Olé!", n.º 59.
- 1972 Anacleto: Licencia para meter la pata, Bruguera, "Olé!", n.º 69.
- 1972 Los fantasmagóricos casos de Anacleto, Bruguera, "Alegres Historietas", n.º 19.
- 1973 Anacleto: casos a capazos, Bruguera, "Olé!", n.º74.
- 1973 El terror de los espías, Bruguera, "Alegres Historietas", n.º 23.
- 1978 Misión cumplida, Bruguera, "Olé!", n.º 154 (presumiblemente incluye dibujos ajenos).
- 1979 Don Cornelio Ladilla y su señora María, Ceres, Barcelona.
- 1979 La Familia Cebolleta y otros cuentos, Bruguera, Súper Humor, n.º 17.
- 1981 Don Cornelio Ladilla y su señora María II, Amaika, "El Papus", n.º 8, Barcelona.
- 1983 El sexo en la Prehistoria, Zinco, Barcelona.
- 1985 Las Hermanas Gilda, Bruguera, "Genios de la Historieta", n.º1.
- 1987 Tita y Nic, Compañía General, "Garibolo Especial", n.º2, Barcelona.
- 1989 Anacleto, Bruch, "Gran Enciclopedia del Cómic", n.º 1, Barcelona.
- 1989 Varias historietas, Ediciones B, "Olé!", n.º 12 y 25.
- 1989 ¡¡Vámonos al bingo!!, Ediciones B, "Tope Guai!", n.º 21.
- 1989 Varias historietas, Ediciones B, "Tope Guai!", n.º 22.
- 1989 Los casos del Inspector Yes, Ediciones B, "Tope Guai!", n.º23.
- 1990 Historias verdes, Makoki, "Humor Kafre", n.º 1, Barcelona (reeditado en dos tomos por Glénat España, "Genios del Humor", n.º 6 y 7, Barcelona, 1997).
- 1991 Sábado, sabadete, Makoki, "Álbumes Makoki".
- 1993-1994 Varias historietas, Ediciones B, "Olé!", n.º 2 y 5.
- 1994 Gente peligrosa, Glénat España, "By Vázquez", n.º 1.
- 1994 Más Gente peligrosa, Glénat España, "By Vázquez", n.º 2.
- 1995 By Vázquez, Glénat España (serie de seis números).
- 1997 Las inefables aventuras de Vázquez, agente del fisco, Glénat España, "Genios del Humor", n.º 2.
- 1997 Las cartas sobre la mesa (tres tomos: "Admirado maestro...", "Querido Sr. Vázquez..." y "Distinguido gran hombre..."), Glénat España, "Genios del Humor", n.º 3, 4 y 5.
- 2009 La familia Cebolleta, RBA, "Clásicos del humor".
- 2009 Anacleto, agente secreto, RBA, "Clásicos del humor".
- 2009 Las hermanas Gilda, RBA, "Clásicos del humor.

### Filmografía
- 1982 Gugú, dirigida por Jordi Amorós.
- 2010 El gran Vázquez, biografía dirigida por Oscar Aibar e interpretada por Santiago Segura.